# Тутаев, Илья Павлович
Илья́ Па́влович Тута́ев (1 августа 1897, Тверская губерния — 11 июля 1918, Ярославская губерния) — красноармеец, участник Гражданской войны, имя которого носит город Тутаев Ярославской области.

## Биография
Сведения о жизни и смерти Ильи Тутаева скудны, противоречивы, а впоследствии идеализированы.
Илья Тутаев родился 20 июля (1 августа) 1897 года в семье крестьянина деревни Боркино Бежецкого уезда Тверской губернии. Его отец, Павел Тимофеевич, не прерывая связи с землёй, трудился на железной дороге в качестве рабочего, затем был уволен после того, как получил увечье. Учился Илья Тутаев в начальной школе Бежецка, но после двух лет обучения оставил школу. В 1912 году с семьёй переехал в деревню Куприянцево Романово-Борисоглебского уезда Ярославской губернии (ныне Тутаевского района Ярославской области). Работал в земской овчарне и батраком. По воспоминаниям друга детства Рысева, Илья Тутаев был добрым, отзывчивым, готовым для товарища отдать последнюю рубашку.
В 1916 году Тутаева взяли в армию рядовым лейб-гвардии Егерского полка. После революции он вернулся домой.

### В Красной Армии
Летом 1918 года одним из первых вступил в формирующийся в Романов-Борисоглебске отряд Красной Армии под началом командира М. И. Лебедева и комиссара Н. Н. Панина (в честь обоих названы улицы в Ярославле). И сразу же оказался в гуще событий. На колёсном пароходе «Товарищ Крестьянин» отряд отправился по Волге в сторону восставшего Ярославля, но ввиду малочисленности (25—30 человек), дойдя до Норской пристани, повернул обратно.
О гибели Тутаева сохранился целый ряд противоречивых воспоминаний (Н. Н. Панина, М. И. Лебедева, Ф. Ф. Володенкина, Соколова и других). В ночь с 10 на 11 июля отряд, получив  донесение о скрывающихся белых офицерах, направился в район дачи бывшего городского головы Ярославля В. С. Лопатина, располагавшейся на левом берегу Волги недалеко от села Устье. На рассвете, при обыске и попытке произвести реквизицию на даче то ли Лопатина, то ли его соседей дворян Зацепиных, произошла перестрелка то ли между нападавшими, то ли между нападавшими и обороняющимися дачниками, в ходе которой неизвестно кем были ранены Михаил и Арсений Лебедевы и убит Илья Тутаев. Красноармейцы, ошибочно думая, что наступают белые со стороны Толги, отступили к пароходу, а оборонявшиеся скрылись, один из них был ранен в ногу.
Особенно противоречивы сведения и мнения о количестве людей на даче, кем они были, как проходил бой и как конкретно погиб Тутаев. Возможно, что оборонявшимися были Никита Зацепин (брат архитектора М. Г. Зацепина) и его жена.
Согласно приказу № 92 по Романов-Борисоглебскому уездному комиссариату по военным делам от 13 июля 1918 года:

В ночь с 10 на 11 сего июля при разведке в лесу на даче Лопатина врагами и предателями Русской Революции, контрреволюционерами, бандами белогвардейцев, поднявших позорный бунт в городе Ярославле, убит защитник трудового народа — красноармеец формируемого батальона Илья Павлович Тутаев.

Похороны прошли 14 июля на кладбище при церкви Малое Покрово по Пошехонскому тракту, в его родной деревне. Для участия в похоронах был отправлен взвод красноармейцев. Всем свободным красноармейцам батальона предлагалось присутствовать при отпевании и при выносе тела из церкви.

## Память

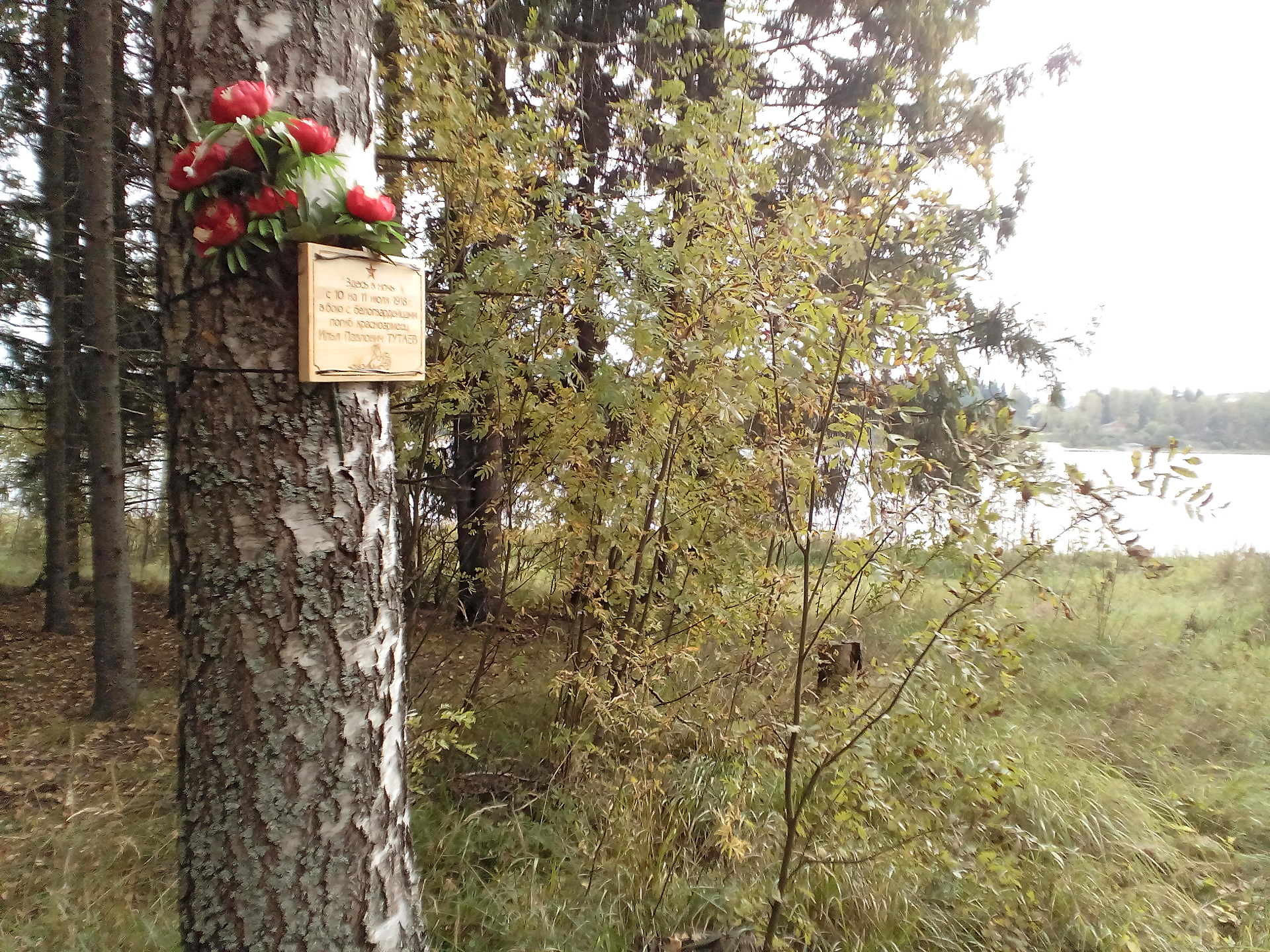
Памятная доска на месте гибели И. П. Тутаева: "Здесь в ночь с 10 на 11 июля 1918 в бою с белогвардейцами погиб красноармеец Илья Павлович Тутаев"

В 1918 году город Романов-Борисоглебск по инициативе местных властей был переименован в Тутаев. Родителям погибшего красноармейца, ввиду их бедственного состояния, было выдано сначала 500, а затем 5000 рублей, решался вопрос о пожизненной пенсии для них. Известно, что отец Ильи просил у Н. Н. Панина не называть город именем сына, «дать спокойно дожить».
В честь города, косвенно самого Ильи Тутаева, в Ярославле были названы 2-я Тутаевская улица и Тутаевское шоссе. В родном городе красноармейца в честь него были названы улица и железнодорожная станция Тутаево.
В канун сорокалетия Октября в 1957 году в городе был открыт памятник И. П. Тутаеву ярославского скульптора А. Соловьёва.
Ставшая классической фотография Ильи Тутаева в форме красноармейца является фотомонтажом, выполненным местным фотографом Фёдором Великорецким с фотографии Ильи в форме лейб-гвардии Егерского полка.
В посёлке Летешовка, Тутаевского района Ярославской области на месте гибели Ильи Тутаева установлена памятная доска.